# 1639 en science
| Années de la science : 1636 - 1637 - 1638 - 1639 - 1640 - 1641 - 1642    |
| Décennies de la science : 1600 - 1610 - 1620 - 1630 - 1640 - 1650 - 1660 |

Cet article présente les faits marquants de l'année 1639 en science.

## Évènements
- 1er juin : éclipse de soleil[1],[2].

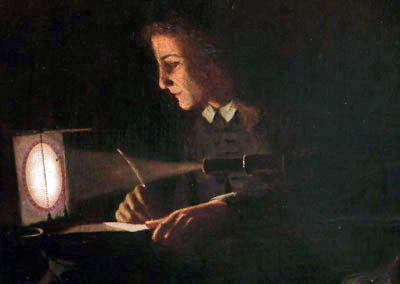
Jeremiah Horrocks faisant la première observation du transit de Vénus en 1639

- 4 décembre : le transit de Vénus de 1639 (passage de Vénus devant le soleil) est observé en Angleterre par Jeremiah Horrocks (v. 1619–1641) ; seul à prédire ce passage, Horrocks n'est pas le seul à l'observer : William Crabtree l'observe également[3]. Les deux pionniers ne doivent jamais se rencontrer.

- Giovanni Battista Zupi découvre que Mercure a des phases, comme la Lune[4].
- Cristóbal de Acuña est le premier Européen à voir le canal de Casiquiare[5].

## Publications

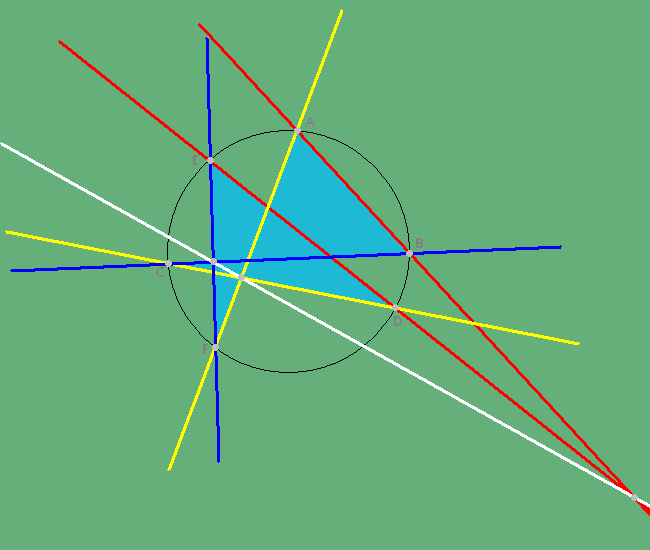
L'hexagone ABCDEF est inscrit dans un cercle. Ses côtés sont prolongés de sorte que les paires de côtés opposés (une rouge, une jaune, une bleue) se coupent sur la droite de Pascal (en blanc).

- Blaise Pascal : Essai pour les coniques qui contient le Hexagrammum Mysticum ;
- Girard Desargues : Brouillon projet d'une atteinte aux événements des rencontres du cône avec un plan ; introduction en géométrie du concept d'infini ;
- Théodore de Mayerne : The distiller of London, London, Richard Bishop, 1639 ;
- Mathias Hirzgarter : Astrononiae Lansbergianae […]. Hirzgarter y informe ses lecteurs que l'univers comporte désormais 1633 objets (étoiles, planètes et satellites)[6].
- Les nouvelles pensées de Galilée, Paris, Henry Guenon, 1639 (présentation en ligne), traduit de l'italien en français par Marin Mersenne.
- Jan Marek Marci, De proportione motus seu regula sphygmica, Prague, Typis Ioannis Bilinae, 1639 (présentation en ligne), traité de la mécanique et de la médecine.

## Naissances
- 12 avril : Martin Lister (mort en 1712), naturaliste anglais.
- 18 décembre : Gottfried Kirch (mort en 1710), astronome allemand.
- Vers 1639 : Daniel Greysolon, sieur du Lhut (mort en 1710), explorateur français.

## Décès
- 20 mars : Henri Reneri ou Renerius (né en 1593), logicien et philosophe néerlandais.
- 6 juin : Peter Crüger (né en 1580), mathématicien, astronome et enseignant de Danzig.
- 7 août : Martin van den Hove (né en 1605), astronome et mathématicien néerlandais.
- 15 décembre : Muzio Oddi, mathématicien italien (né en 1569)[7].